# Esaias van de Velde

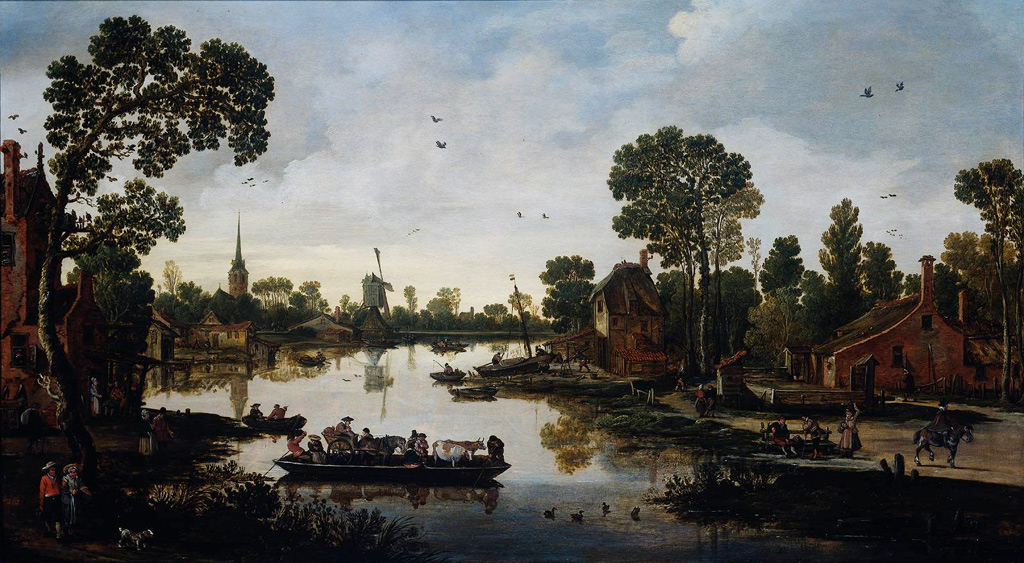
Het pontveer. 1622. Amsterdam, Rijksmuseum Amsterdam.

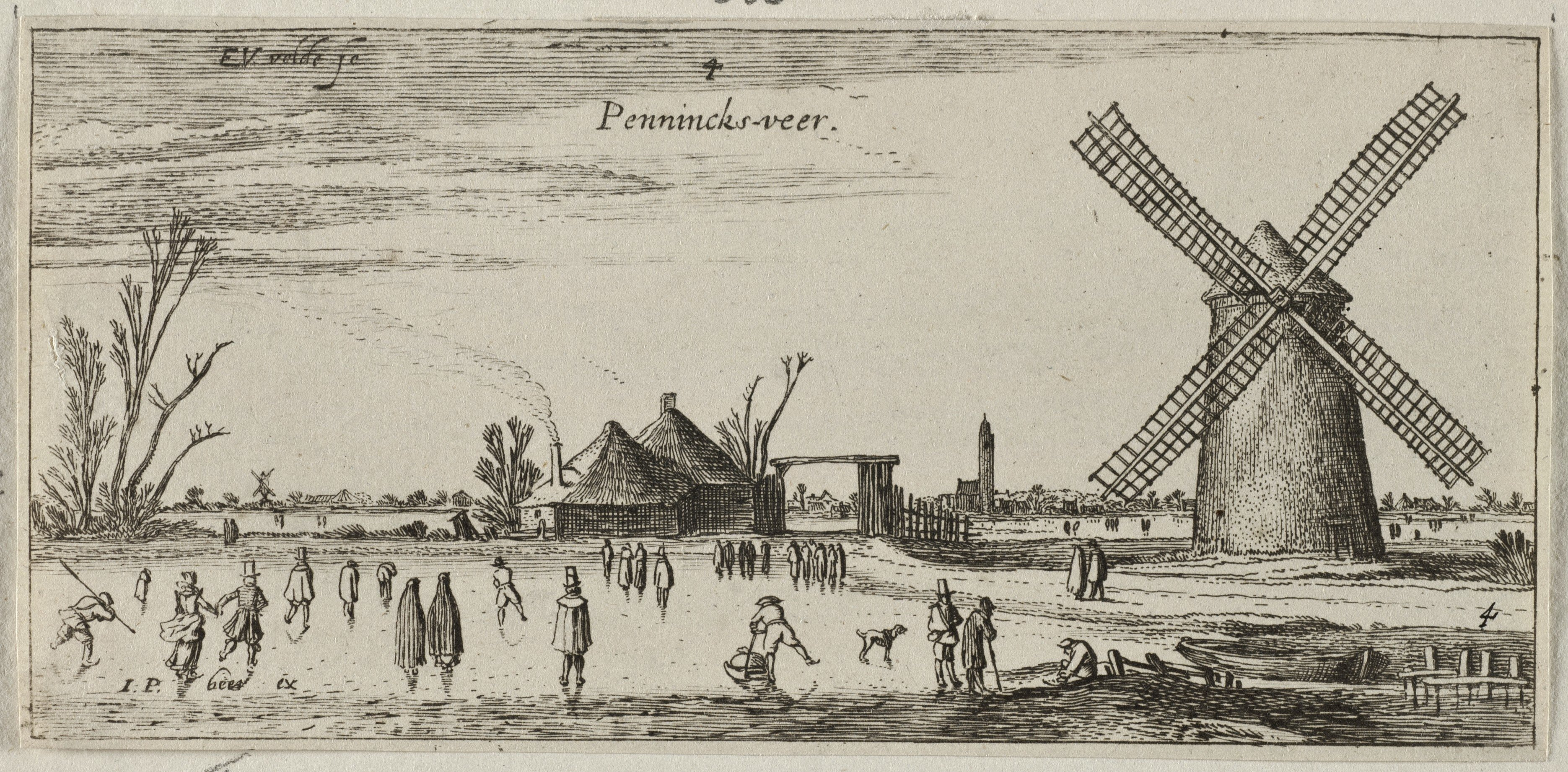
Schaatsers op het ijs in de buurt van Penningsveer.

Esaias van de Velde (gedoopt Amsterdam, 17 mei 1587 – begraven Den Haag, 18 november 1630) was een Nederlands schilder, graveur en tekenaar behorend tot de Hollandse School.
Hij was zoon en leerling van Hans van de Velde (Antwerpen, 1552 – Amsterdam, 1609). Ook zou hij leerling geweest zijn van Gillis van Coninxloo (III) en David Vinckboons. Na het overlijden van zijn vader verhuisde hij naar Haarlem, waar hij in 1612 ingeschreven werd bij het Sint-Lucasgilde. Ook was hij in Haarlem in 1617 en 1618 lid van een rederijkerskamer. Op 10 oktober 1618 werd hij ingeschreven bij het Haagse schildersgilde. In Den Haag werkte hij samen met Bartholomeus van Bassen en Pieter Anthonisz. van Groenewegen, zo voorzag hij architectuurstukken van Van Bassen van figuren.
Van de Velde was leraar van Jan van Goyen, Pieter van Laer, Jan Martszen de Jonge en Pieter de Neyn. Ook liet hij minstens twee zoons na, Esaias II van de Velde (1615-voor 1681) en Anthony II van de Velde (1617-1672).
Van Van de Velde zijn onder meer bekend: genrestukken, landschappen en portretten.
- Biblioteca Nacional de España: XX1507186
- Bibliothèque nationale de France: cb11975153c (data)
- Biografisch Portaal: 02335248
- Gemeinsame Normdatei: 120640945
- International Standard Name Identifier: 0000 0000 6636 5687
- KulturNav: f62a512d-f9de-452b-af47-705dfb668605
- Library of Congress Control Number: n84218225
- Nationale Bibliotheek van Israël: 987007449667105171
- Nederlandse Thesaurus van Auteursnamen: 070116539
- RKD-Nederlands Instituut voor Kunstgeschiedenis: 79769
- Union List of Artist Names: 500016084
- Virtual International Authority File: 37752819
- WorldCat: E39PBJcrcTy6GQrg4Y8WmydxXd